# Bányavár
Bányavár (horvátul: Peklenica) falu Horvátországban, Muraköz megyében. Közigazgatásilag Muraszerdahely községhez tartozik.

## Fekvése
Csáktornyától 14 km-re északra, községközpontjától, Muraszerdahelytől 3 km-re délkeletre, a Mura jobb partján  fekszik.

## Története
A települést 1478-ban "Pelkenycz" alakban említik először. A csáktornyai uradalomhoz tartozott.
Az uradalommal együtt 1456-ig a Cillei család birtoka volt. Ezután a Cilleiek többi birtokával együtt Vitovec János horvát bán szerezte meg,  de örökösei elveszítették. Hunyadi Mátyás Ernuszt János budai nagykereskedőnek és bankárnak adományozta, aki megkapta a horvát báni címet is. 1540-ben a csáktornyai Ernusztok kihalása után az uradalom rövid ideig a Keglevich családé, majd 1546-ban I. Ferdinánd király adományából a Zrínyieké lett. 
Miután Zrínyi Pétert 1671-ben felségárulás vádjával hallára ítélték és kivégezték minden birtokát elkobozták, így a birtok a kincstáré lett.  1715-ben III. Károly a Muraközzel együtt gróf Csikulin Jánosnak adta zálogba, de a király 1719-ben szolgálatai jutalmául elajándékozta Althan Mihály János cseh nemesnek. 1791-ben gróf Festetics György vásárolta meg és ezután 132 évig a tolnai Festeticsek birtoka volt.
Vályi András szerint " PEKELNICZA. v. Peklenicza. Horvát falu Szala Vármegyében, földes Ura Gróf Draskovics Uraság, lakosai katolikusok, határjának középszerű minéműségéhez képest, második osztálybéli."
Korábban a Mura iszapjából évszázadokig aranyat és ezüstöt mostak itt. Később barnaszenet bányásztak, melyet régen még a helyi pincék és jégvermek falainak kirakásra használtak.
A kőolaj jelenléte már hosszú ideje ismert volt a településen. 1848-ban a magyar szabadságharc idején a visszavonuló magyar honvédcsapatok peklenicai olajjal átitatott szalmakötegekkel gyújtották fel a Mura muraszerdahelyi hídját. 1884-ben Singer bécsi vállalkozó három fúrást mélyített itt és kőolajat talált, melynek kitermelésére az 1890-es években  kőolajkutat létesítettek. A termelés évről évre fokozódott. 1932 és 1940 között a jugoszláv állam már 4098 tonna kőolajat termelt a bányavári kutakból. 1891-ben Bányavárnak 527 lakosa volt.
1910-ben 628, többségben horvát lakosa volt, jelentős magyar kisebbséggel. A trianoni békeszerződésig Zala vármegye Csáktornyai járásához tartozott. 1941 és 1944 között ismét Magyarország része volt. 2001-ben 1347 lakosa volt.

## Nevezetességei
Szűz Mária tiszteletére szentelt kápolnája.

## Képek

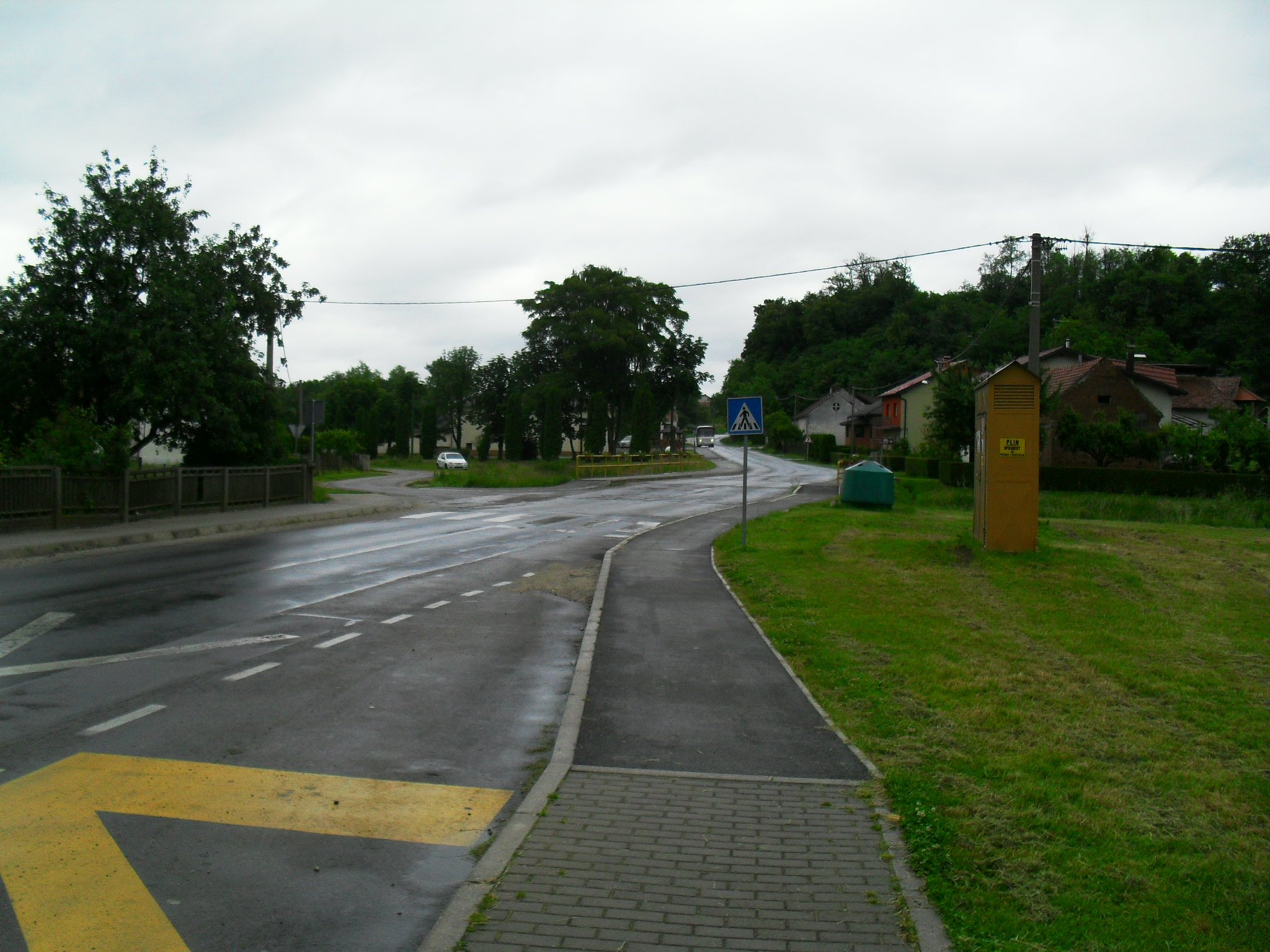
Utcakép
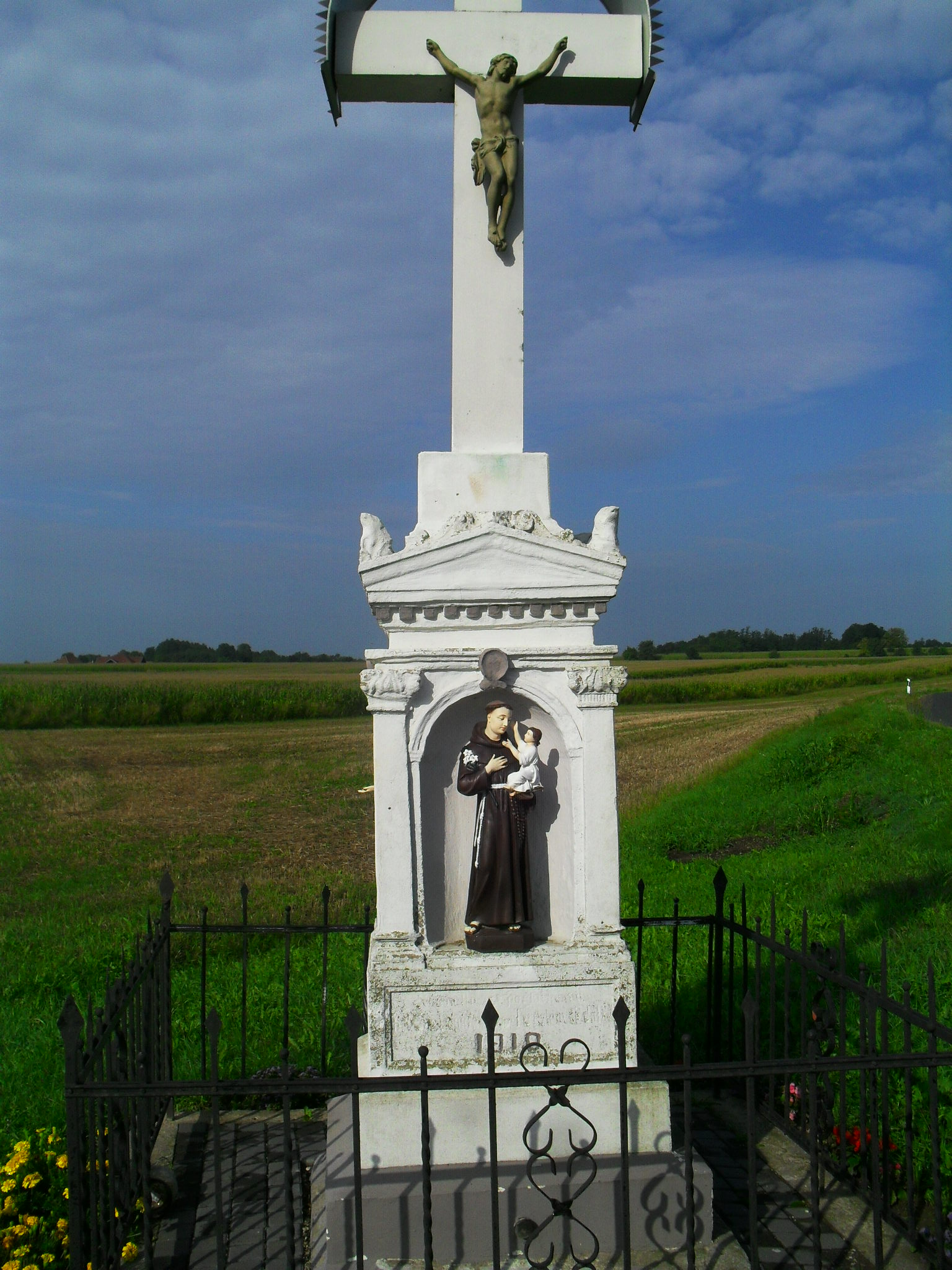
Útikereszt 1910-ből
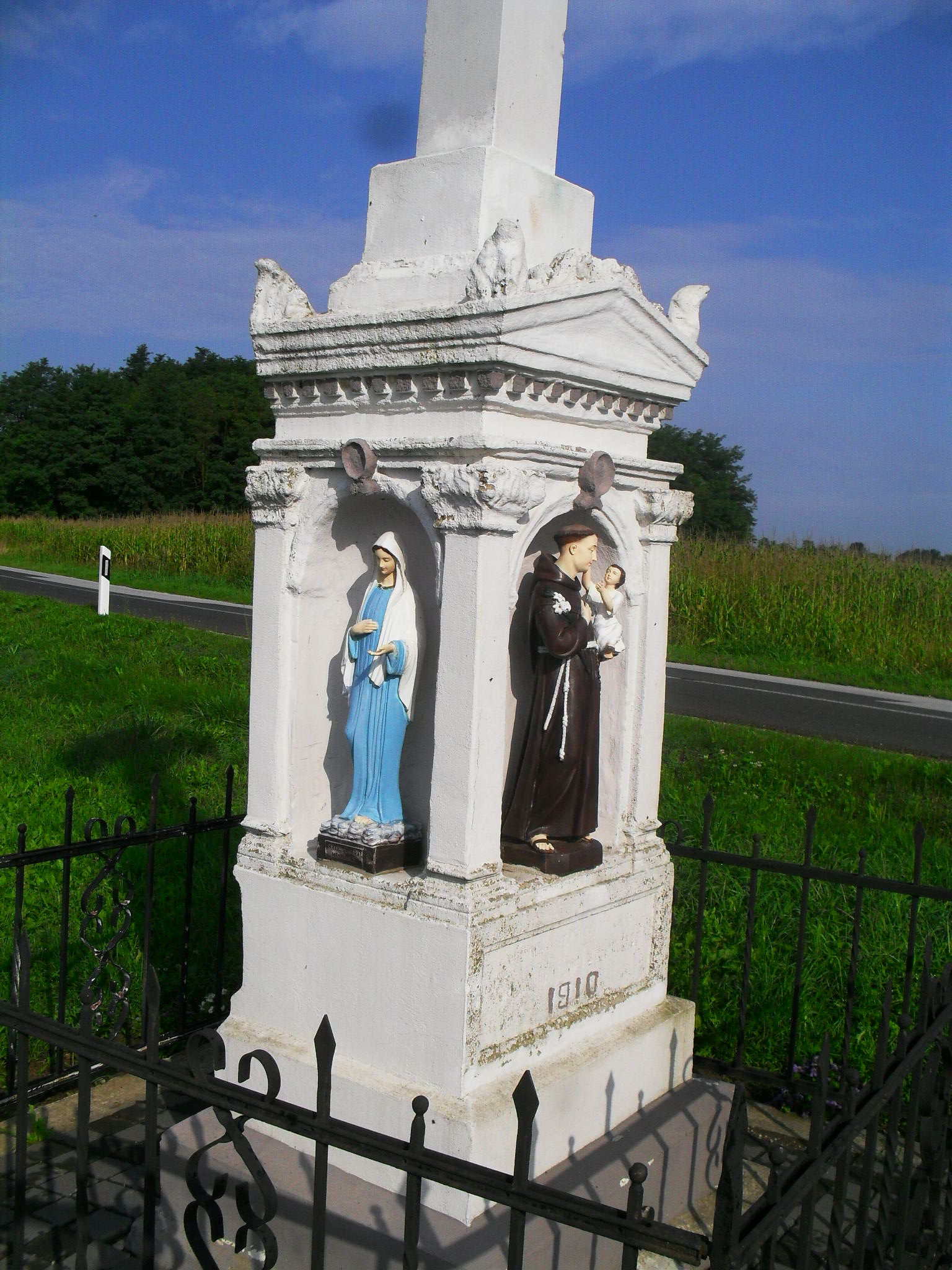
Szűz Mária és Szent Antal szobra
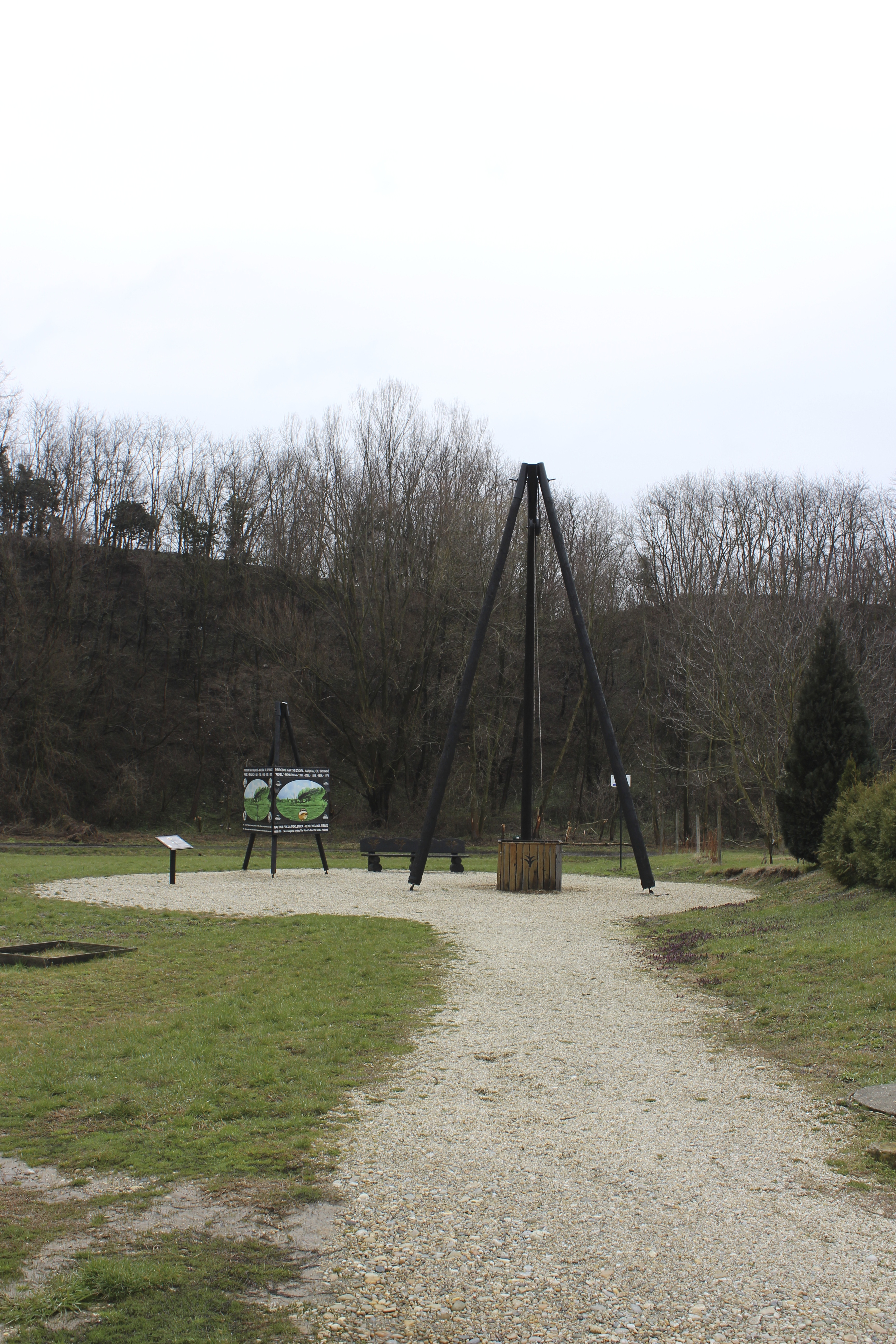
Olajkút